# Thorophos nexilis
Thorophos nexilis är en fiskart som först beskrevs av Myers 1932.  Thorophos nexilis ingår i släktet Thorophos och familjen pärlemorfiskar. Inga underarter finns listade i Catalogue of Life.